# Mol (toneart)
 For alternative betydninger, se Mol. (Se også artikler, som begynder med Mol)
Mol (lat. mollis, blød; eng. minor, fr. mineur, it. minore) er en toneart, der er bygget over en skala med lille terts. Ren mol har sammen med dur, den særlige egenskab at ingen af tonerne i en treklang bygget på første trin, danner en et tritonus interval med andre toner fra skalaen.
En naturlig eller ren mol-skala har følgende toneintervaller:
```
1 ½ 1 1 ½ 1 1 
```

A-mol er der ingen fortegn:
```
a h c d e f g
```

Der findes to andre varianter af molskalaen. Når de bruges, noteres det med løse fortegn. Harmonisk mol har et hævet syvende trin i både opgang og nedgang, så i a-mol spilles tonen gis i stedet for g. I Klassisk musik er melodisk mol er både sjette og syvende hævet i opgang men ikke i nedgang samlede skala bliver:
```
a h c d e fis gis a (g f e d c h a)
```

I Jazz og den modernistiske musik vil harmonisk mol blive brugt, både i opad- og nedadgående bevægelser.
Både harmonisk og melodisk mol bruges for at tilpasse melodien til gængse akkordfølger.
Høreeksempel

 Ren mol-skala ?